# Konstantin Żostow
Konstantin Antonow Żostow (bułg. Константин Антонов Жостов, ur. 30 września 1867 w Gajtaninowie, zm. 30 sierpnia 1916 w Kiustendile) – bułgarski wojskowy, generał major, szef sztabu armii czynnej.

## Życiorys
Urodził się we wsi Gajtaninowo. Jego ojciec Andonow Żostow, po powstaniu Księstwa Bułgarii, po wojnie rosyjsko-tureckiej został duchownym i zmienił imię na Antonow.
Początkowo uczył się w progimnazjum w Kiustendił, a następnie w gimnazjum w Łom.
Po wybuchu wojny serbsko-bułgarskiej w 1885 roku wstąpił do ochotniczych oddziałów i wziął udział w bitwie pod Pirotem (14 – 15 listopada 1885).
Po zakończeniu wojny pozostał w wojsku, a w latach 1886–1887 był słuchaczem szkoły wojskowej w Sofii. W 1887 roku został dowódcą baterii w 3 pułku artylerii. W 1889 roku ukończył szkołę wojskową w Wiedniu i w 1897 roku wyższy kurs oficerów artylerii w Wiedniu. W tym czasie cały czas był oficerem w 3 pułku artylerii.
W 1901 roku został komendantem artylerii fortecznej w Inspektoracie Artylerii. W 1905 roku został naczelnikiem wydziału produkcji uzbrojenia tym inspektoracie.
W dniu 22 września 1905 roku został attaché wojskowym w Wiedniu i funkcję tę pełnił do 7 kwietnia 1907 roku, a następnie po krótkim okresie pracy w Sztabie Generalnym, został 26 listopada 1907 roku attaché wojskowym w Petersburgu, a następnie od 31 grudnia 1907 attaché wojskowym w Paryżu i funkcję tę sprawował do 1909 roku
Po powrocie do kraju był szefem sztabu 8 Dywizji Piechoty, a od stycznia 1910 roku dowódca 3 pułku artylerii. W marcu 1912 został komendantem szkoły oficerów rezerwy.
W okresie I wojnie bałkańskiej był szefem sztabu 3 Armii. W 1913 roku był wojskowym doradcą delegacji bułgarskiej w czasie rozmów pokojowych w Londynie, w sprawie zakończenia I wojny bałkańskiej. W trakcie II wojny bałkańskiej był dowódcą 1 Brygady w 7 Dywizji Piechoty, którą dowodził także po zakończeniu działań bojowych. W dniu 25 kwietnia 1915 roku został dowódcą 7 Dywizji Piechoty.
Po wybuchu I wojny światowej i przyłączeniu się do niej Bułgarii w dniu 7 września 1915 roku został szefem Sztabu Armii Czynnej i funkcję tę pełnił do swojej śmierci w dniu 30 sierpnia 1916 roku. Zmarł w siedzibie sztabu w Kiustendile.

## Awanse
- podporucznik (Подпоручик) (27.04.1887)
- porucznik (Поручик) (18.05.1890)
- kapitan (Капитан) (08.02.1894)
- major (Майор) (05.02.1902)
- podpułkownik (Подполковник) (18.05.1906)
- pułkownik (Полковник) (09.04.1910)
- generał major (Генерал-майор) (15.08.1915)

## Odznaczenia
- Order za Waleczność kl. II
- Order za Waleczność kl. III
- Order Św. Aleksandra kl. II z mieczami
- Order Św. Aleksandra kl. III z mieczami
- Order Zasługi Wojskowej kl. VI
- Order Zasługi Wojskowej kl. V
- Order Zasługi Cywilnej (Bułgaria)
- Krzyż Żelazny I kl. (Niemcy)